# Quello che ti meriti
Quello che ti meriti (Det som er mitt) è un romanzo giallo della scrittrice norvegese Anne Holt pubblicato nel 2001. È il primo romanzo di una serie dedicata agli investigatori Johanne Vik e Yngvar Stubø.

## Storia editoriale
Il libro è stato tradotto in danese, svedese, finlandese, spagnolo, russo, francese, polacco, portoghese, inglese, romeno, albanese, tedesco e italiano.

## Trama
Johanne Vik e Yngvar Stubø non si conoscono, ma, nel corso di una intervista televisiva, Johanne lascia lo studio e Yngvar (commissario della polizia criminale) la cerca per farsi aiutare in un caso complesso: è scomparsa una bambina di nove anni. Johanne è un'avvocato e una ricercatrice sui comportamenti criminali e sta già indagando su una vecchia storia: nel 1956, un giovane era stato condannato per lo stupro e l'omicidio di una bambina, ma tutto faceva supporre che la condanna fosse stata ingiusta. A causa della scomparsa di altri due bambini, restituiti morti alle famiglie, il caso presente si complica: inoltre un altro bimbo è soffocato nella carrozzina. L'unico elemento che sembra legare questi omicidi è un messaggio che l'assassino lascia scritto su un foglio: "Adesso hai quello che ti meriti". Ai nuovi amici Johanne e Yngvar si prospetta una difficilissima ricerca.

## Edizioni in italiano
- Anne Holt, Quello che ti meriti, traduzione di Luca Lamberti, collana Stile libero big, Einaudi, 2008,  pp. 422, cap. 79, ISBN 978-88-06-19247-1.
- Anne Holt, Quello che ti meriti, traduzione di Luca Lamberti, Roma, Biblioteca di repubblica e L'espresso, 2010